# Görviksjön
Görviksjön är en sjö i Strömsunds kommun i Jämtland och ingår i Ångermanälvens huvudavrinningsområde. Sjön har en area på 9,37 kvadratkilometer och ligger 318 meter över havet. Sjön avvattnas av vattendraget Vikan (Vallån).

## Delavrinningsområde
Görviksjön ingår i det delavrinningsområde (705347-149741) som SMHI kallar för Utloppet av Görviksjön. Medelhöjden är 340 meter över havet och ytan är 32,42 kvadratkilometer. Räknas de 8 avrinningsområdena uppströms in blir den ackumulerade arean 130,9 kvadratkilometer. Vikan (Vallån) som avvattnar avrinningsområdet har biflödesordning 3, vilket innebär att vattnet flödar genom totalt 3 vattendrag innan det når havet efter 221 kilometer. Avrinningsområdet består mestadels av skog (61 procent). Avrinningsområdet har 9,48 kvadratkilometer vattenytor vilket ger det en sjöprocent på 29,2 procent.